# 28 Hotel Rooms
28 Hotel Rooms o 28 Habitaciones de Hotel es una película estadounidense de 2012 escrita y dirigida por Matt Ross y protagonizada por Chris Messina y Marin Ireland.

## Sinopsis
Un novelista y una contadora se conocen en un viaje de trabajo, y aunque los dos están en una relación, su única noche juntos se podría convertir en algo más.

## Argumento
Un hombre novelista con novia y una mujer contadora corporativa casada se conocen durante un viaje de negocios. Lo que comienza como una aventura de una sola noche pronto se convierte en una serie de encuentros íntimos durante varios años en una ciudad lejos de sus hogares. Pero es después del sexo cuando ambos muestran su lado más vulnerable entre los dos en habitaciones de hotel.

## Reparto
| Actor            | Personaje         |
| ---------------- | ----------------- |
| Chris Messina    | Hombre            |
| Marin Ireland    | Mujer             |
| Robert Deamer    |                   |
| Brett Collier    | Cliente del bar   |
| Anne H. Wilson   |                   |
| Yaitza Rivera    |                   |
| Marine Buton     | Cliente del bar   |
| Paul Day         | Cliente del bar   |
| Matthew L. Oliva | Cliente del bar   |
| Justin Stevenson | Huésped del Hotel |
| Brandon Dexter   |                   |
| Courtney Krings  | Huésped del Hotel |
| Jomar Gomez      | Huésped del Hotel |